# Grb Ujedinjenog Kraljevstva
Kraljevski grb Ujedinjenog Kraljevstva službeni je grb britanskog monarha, trenutno Karlo III.. Varijante ovog grba koriste i drugi članovi kraljevske obitelji i britanska vlada. U Škotskoj, kralj ima drukčiji grb, koji koristi tamošnja vlada.

## Simboli
Štit je podijeljen na četiri dijela. U gornjem lijevom i donjem desnom dijelu je prikaz tri lava u prolazu na crvenoj pozadini (simbol Engleske), u gornjem desnom se nalazi kraljevski grb Škotske - crveni lav na zlatnoj pozadini, okružen ljiljanovim vijencem; donji lijevio dio prikazuje harfu, simbol Irske.
Kresta je lav koji stoji na sve četiri šape, s imperijalnom krunom, a sam stoji na imperijalnoj kruni koja je na zlatnom, kraljevskom šljemu.
Držači su okrunjeni lav (simbol Engleske) i jednorog (simbol Škotske). Jednorog je okovan, jer je staro vjerovanje da je slobodni opasna zvijer.
Grb ispod štita nosi moto britanskog monarha Dieu et mon droit (Bog i moje pravo), a oko štita je moto Reda podvezice - Honi soit qui mal y pense (posramljen bio onaj koji loše o tom).